# 衛星海洋学
衛星海洋学（えいせいかいようがく）は、人工衛星による地球観測データを基に海洋の物理、生物、化学的な状態をリモートセンシングで得られたデータからもとめるアルゴリズムを開発する工学的な学問である。海洋学の一分野であり、アルゴリズム中に衛星観測データから大気の放射等の影響を除く必要があるため大気放射学等の知識も求められる。衛星海洋学による観測は広範囲のデータを即時的に取得することができるため、気象・海洋の予報モデル等の入力データとして重視されている。

## 観測項目

### 海面高度
TOPEX/ポセイドン、その後継機であるジェイソン1などで計測される。潮位や気圧・ジオイドの効果を除去したものの空間微分が流速場（地衡流）に対応するため、海洋データ同化などで重視される観測項目である。

### 海上風速
Aqua/AMSR-Eのようなマイクロ波放射計によりスカラー風速場、QuickSCAT/SeaWindsのようなマイクロ波散乱計によってベクトル風速場が観測できる。風の場は海洋表層循環を駆動する原動力であり、また海面を通した熱などのフラックスの大きさに影響を与えるパラメータでもある。

### 海面水温
NOAA/AVHRRなどの赤外放射計・Aqua/AMSR-Eなどのマイクロ波放射計などによって観測される。海面水温は大気との熱の交換に際して重要なパラメータであり、また海洋の渦などの海洋変動が海面水温に現れるため、海況の把握に用いられる。

### クロロフィル濃度
MODIS、SeaWiFSのような可視放射計によって観測される。クロロフィル濃度は植物プランクトン濃度と強い相関をもち、漁場監視に重要なパラメータである。